# Árvíz Indiában (regény)
Az Árvíz Indiában (eredeti címe: The Rains Came) Louis Bromfield nagy sikerű regénye, amely először 1937-ben jelent meg. A könyvért a szerző Pulitzer-díjat kapott. A mű sok kiadást megért, és sok nyelven – magyarul is többször – megjelent. 1939-ben a mozikba került a regény amerikai filmváltozata. 1955-ben aztán egy remake-t is leforgattak The Rains of Ranchipur címmel.

## Cselekmény
A történet egy festői városban, Ráncsipurban játszódik, egy képzelt indiai tartományban. A szereplők a legkülönbözőbb nemzetek és rétegek tagjaiból kerülnek ki, mintegy keresztmetszetét adva India társadalmi és kulturális sokarcúságának. A cselekmény középpontjában a monszun kitörése áll, ami lerombolja a duzzasztógátat, elárasztja a tartományt, nyomorba dönti a lakosságot, járványok törnek ki, sok a halott; megrázó a természeti katasztrófa. A főszereplők közül az értelmiségi Tom Ransome szinte alkoholistává válik, de aztán értelmet lel a munkában; az élvezethajhász Lady Heston félbehagyja szerelmi ügyeit, Szafka, a hindu orvos pedig haláláig ápolja a betegeket.
Bromfield regényét a megfigyelés precizitása, a mozgalmas cselekményvezetés, a hagyománytisztelő stílus, a feszültségeket állandóan fenntartó eseménygörgetés jellemzi. Ugyanakkor India mély problémáinak ábrázolása meglehetősen felületes, a regény jellemábrázolása pedig sematikus.

## Magyarul
- Árvíz Indiában. Regény, 1-2.; ford. Benedek Marcell; Dante, Bp., 1939
- Árvíz Indiában Regény, 1-2.; ford. Benedek Marcell, jegyz., utószó Gáthy Vera; Téka, Bp., 1988